# نور آیگستان
نور آیگستان (ارمنی: Նոր Այգեստան؛ یا ملالار ترکی آذربایجانی: Mollalar) یک منطقهٔ مسکونی در جمهوری آرتساخ است که در استان مارتاکرت واقع شده‌است.